# Stor-Holmsjön (naturreservat)
Stor-Holmsjön är ett naturreservat i Bjurholms kommun i Västerbottens län.
Området är naturskyddat sedan 2016 och är 335 hektar stort. Reservatet omfattar en del av Stor-Holmsjön och kringliggande fastmark. Reservatets skog består av tallskog.